# Crisi sino-indiana per i territori di confine
La Crisi sino-indiana per i territori di confine è una disputa territoriale tra Cina e India su diverse aree limitrofe, come l’Aksai Chin e l’Arunachal Pradesh, per oltre 120.000 km².

## Storia
Ha origine dal cosiddetto "Grande gioco", quando Regno Unito e Impero russo si contendevano l'egemonia sull'Asia: il Tibet, infatti, aveva fatto ampie concessioni territoriali all'India britannica (ratificate con Accordo di Simla). La Cina, a differenza dell'India odierna, non riconosce la validità di tali cessioni e rivendica la sovranità su tutto il Tibet.
L'area dal 1865 al 1947 fece formalmente parte dello stato principesco, sotto protettorato britannico, del Kashmir e Jammu.
La parte più ad ovest del confine orientale sino-indiano, il Regno del Sikkim, fu un protettorato prima britannico, fino al 1947 e poi indiano sino al 1975, quando votò l’annessione all’India.
Contemporaneamente all'indipendenza di India e Pakistan del 1947, scoppiò per il controllo del Kashmir un conflitto tra le due nazioni che si concluse l'anno dopo con una linea di controllo che divideva in due la regione.

### Il conflitto del 1962
È seguito il tentativo diplomatico, senza mediazione britannica, tra India e Cina di accordarsi sulla geografia dei confini nord-orientali della regione, nel 1960. 
È degenerata in un breve conflitto nell’ottobre-novembre 1962, nel quale sono morti oltre 2.000 soldati, con la vittoria cinese. Il confine provvisorio fu fissato dalla linea di controllo effettivo

### La spartizione
La più occidentale di queste è la regione dell’Aksai Chin, divenuto cinese, nel 1962, in seguito alla sconfitta indiana. Questa è amministrata dalla Cina e tuttavia sempre rivendicata dall’India, che la considera parte del territorio del Ladakh, mentre invece è stata annessa  dai cinesi alla Regione autonoma uigura dello Xinjiang. A differenza della limitrofa Regione Autonoma del Tibet, lo Xinjiang non confina affatto con l’Aksai Chin ed è anzi distante diverse centinaia di chilometri. L’Aksai Chin è un territorio montuoso, spopolato e tuttavia d’interesse strategico: si trova, infatti, anche a ridosso del confine con il Pakistan.
Ad est, invece, (sotto la Linea McMahon, che è riconosciuta dall’India, ma non dalla Cina in quanto ratificata dal Tibet nel 1914, quando cioè era ancora indipendente) è l’Arunachal Pradesh (già “N.E.F.A.”, "North-East Frontier Agency") ad essere disputato. Si tratta di un intero Stato della Federazione indiana. Nonostante la guerra del ’62, il confine orientale è rimasto lo stesso e si è arrivati ad un accordo, solo nel 1996, sulla cosiddetta “Linea attuale di controllo”. 

### Il contenzioso
Mentre rimane ancora in sospeso, pertanto, la vasta e deserta area montagnosa di 40.000 chilometri quadrati a nord del Kashmir, la diplomazia si sta muovendo. Sul contenzioso relativo a questa zona, i due stati hanno già avviato un tentativo di risoluzione: nel 2004, il premier cinese Wen Jiabao e quello indiano Manmohan Singh, durante il loro incontro nella capitale indiana, avevano confermato la "volontà politica" di risolvere il problema dei confini e avevano stabilito delle "linee guida" per raggiungere lo scopo. Entrambi poi hanno anche nominato dei "rappresentanti speciali" con l'incarico di avviare trattative e confronti in materia. Nel frattempo, entrambe le nazioni hanno ridotto le forze militari presenti sulla linea armistiziale.
Nel 2006, tuttavia, l’Ambasciatore cinese in India ha rivendicato il possesso dell’Arunachal Pradesh e nel 2009 l’India ha accresciuto le proprie truppe sul confine. Questo Stato indiano conta oltre un milione di abitanti.